# 9-я гвардейская механизированная бригада
9-я гвардейская механизированная Молодечненская Краснознамённая бригада — механизированная бригада Красной армии в годы Великой Отечественной войны.
Условное наименование — войсковая часть полевая почта (в/ч пп) № 28368.
Сокращённое наименование — 9 гв. мехбр.

## История формирования
Бригада создавалась на основании директивы Генерального штаба КА № орг/2/2468 от 6 сентября 1942 года как 60-я механизированная бригада. Формирование бригады проходило с 10 по 20 сентября 1942 года на станции Татищево Саратовской области по штатам № 010/370 — 010/380, 010/292. Командиром бригады был назначен комбриг И. П. Нагаткин, начальником штаба майор Г. С. Гвоздов.
5 ноября 1942 года 60-я механизированная бригада была передислоцирована в Солодники Сталинградской области в состав 51-й армии. 19 ноября бригада в ходе операции «Уран» была введена в прорыв на окружение Сталинградской группировки. Действуя в оперативной глубине противника бригада за период зимнего наступления с боями дошла до Матвеева Кургана Ростовской области.
Приказом НКО СССР № 394 от 18 декабря 1942 года 4-й механизированный корпус был преобразован в 3-й гвардейский механизированный корпус, входившей в него 60-й механизированной бригаде также было присвоено почётное звание «Гвардейская». Новый войсковой № 9-я гвардейская механизированная бригада был присвоен директивой Генерального штаба КА № 991257 от 26 декабря 1942 года. 21-й танковый полк был преобразован в 45-й гвардейский танковый полк.
С 21 мая по 6 июля 1943 года 9-я гвардейская механизированная бригада находилась в селе Титаревка Россошанского района Воронежской области на доформировании по новым штатам № 010/420 — 010/431, 010/451, 010/414.

## Участие в боевых действиях
Период вхождения в действующую армию: 8 декабря 1942 года — 19 мая 1943 года, 9 июля 1943 года — 10 ноября 1943 года, 23 июня 1944 года — 9 мая 1945 года, 16 августа 1945 — 3 сентября 1945 года.
7 июля 1943 года бригада совершила марш расстоянием в 1600 километров и к 15 августа сосредоточилась в районе Жигайловка Сумской области в составе 47-й армии Воронежского фронта. 17 августа бригада была введена в прорыв и прошла с боями от станции Боромля до Селище Каневского района.
С 1 ноября 1943 года по 6 марта 1944 года бригада находилась на укомплектовании личным составом и техникой в Ленинском районе Курской области. 15 марта бригада была передислоцирована в Тульские танковые лагеря — лес 10 км южнее города Тула, где продолжила доформирование и обучение личного состава.
27 мая 1944 года бригада погрузилась на станции Щёкино и отправилась по маршруту: Тула, Вязьма, Смоленск, станция Светицы Смоленской области. 24 июня разгрузившись на станции, бригада совершила марш и в составе конно-механизированной группы бригада была введена в прорыв в районе Мошканы. До 15 июля 1944 года бригада, действуя в оперативной глубине противника, вела бои по освобождению Белоруссии и Литвы. В ходе операции бригада освобождала: Сенно, Черея, Холопеничи, Красное, Молодечно, Сморгонь, Вильнюс, Майшягала и другие населённые пункты, по пути наступления бригада форсировала реку Березина и участвовала в освобождении городов Борисов и Минск.
16 июля 1944 года была выведена на отдых в район Скодуцишки Паневежского района, где до 26 июля приводила в порядок матчасть и вооружение, пополнялась танками M4-A2 в количестве 10 единиц.

## Состав
При формировании:
- Управление бригады (штат № 010/370)
- 1-й мотострелковый батальон (штат № 010/371)
- 2-й мотострелковый батальон (штат № 010/371)
- 3-й мотострелковый батальон (штат № 010/371)
- Миномётный батальон (штат № 010/372)
- Артиллерийский дивизион (штат № 010/373)
- Зенитный дивизион (штат № 010/374)
- Рота ПТР (штат № 010/375)
- Рота автоматчиков (штат № 010/376)
- Разведывательная рота (штат № 010/377)
- Рота управления (штат № 010/378)
- Рота технического обеспечения (штат № 010/379)
- Медико-санитарный взвод (штат № 010/380)
- 45-й гвардейский танковый полк (штат № 010/292)[5]

С 7 апреля 1943 года:
- Управление бригады (штат № 010/420)
- 1-й мотострелковый батальон (штат № 010/421)
- 2-й мотострелковый батальон (штат № 010/421)
- 3-й мотострелковый батальон (штат № 010/421)
- Миномётный батальон (штат № 010/422)
- Артиллерийский дивизион (штат № 010/423)
- Рота ПТР (штат № 010/424)
- Рота автоматчиков (штат № 010/425)
- Разведывательная рота (штат № 010/426)
- Рота управления (штат № 010/427)
- Рота технического обеспечения (штат № 010/428)
- Инженерно-минная рота (штат № 010/429)
- Автомобильная рота (штат № 010/430)
- Медико-санитарный взвод (штат № 010/431)
- Зенитно-пулемётная рота (штат № 010/451)
- 45-й гвардейский танковый полк (штат № 010/414, затем № 010/465)

## Подчинение
| Подчинение     | Подчинение               | Подчинение               | Подчинение                              | Подчинение |
| Дата           | Фронт (военный округ)    | Армия                    | Корпус                                  | Примечания |
| -------------- | ------------------------ | ------------------------ | --------------------------------------- | ---------- |
| 1.01.1943 года | Южный фронт              | 51-я армия               | 3-й гвардейский механизированный корпус | -          |
| 1.02.1943 года | Южный фронт              | 51-я армия               | 3-й гвардейский механизированный корпус | -          |
| 1.03.1943 года | Южный фронт              | 51-я армия               | 3-й гвардейский механизированный корпус | -          |
| 1.04.1943 года | Южный фронт              | фронтового подчинения    | 3-й гвардейский механизированный корпус | -          |
| 1.05.1943 года | Южный фронт              | фронтового подчинения    | 3-й гвардейский механизированный корпус | -          |
| 1.06.1943 года | Степной военный округ    | окружного подчинения     | 3-й гвардейский механизированный корпус | -          |
| 1.07.1943 года | Степной военный округ    | окружного подчинения     | 3-й гвардейский механизированный корпус | -          |
| 1.08.1943 года | Воронежский фронт        | 47-я армия               | 3-й гвардейский механизированный корпус | -          |
| 1.09.1943 года | Воронежский фронт        | 47-я армия               | 3-й гвардейский механизированный корпус | -          |
| 1.10.1943 года | Воронежский фронт        | 47-я армия               | 3-й гвардейский механизированный корпус | -          |
| 1.11.1943 года | Резерв Ставки ВГК        | -                        | 3-й гвардейский механизированный корпус | -          |
| 1.12.1943 года | Резерв Ставки ВГК        | -                        | 3-й гвардейский механизированный корпус | -          |
| 1.01.1944 года | Резерв Ставки ВГК        | -                        | 3-й гвардейский механизированный корпус | -          |
| 1.02.1944 года | Резерв Ставки ВГК        | -                        | 3-й гвардейский механизированный корпус | -          |
| 1.03.1944 года | Резерв Ставки ВГК        | -                        | 3-й гвардейский механизированный корпус | -          |
| 1.04.1944 года | Резерв Ставки ВГК        | -                        | 3-й гвардейский механизированный корпус | -          |
| 1.05.1944 года | Московский военный округ | -                        | 3-й гвардейский механизированный корпус | -          |
| 1.06.1944 года | Резерв Ставки ВГК        | -                        | 3-й гвардейский механизированный корпус | -          |
| 1.07.1944 года | 3-й Белорусский фронт    | фронтового подчинения    | 3-й гвардейский механизированный корпус | -          |
| 1.08.1944 года | 1-й Прибалтийский фронт  | фронтового подчинения    | 3-й гвардейский механизированный корпус | -          |
| 1.09.1944 года | 1-й Прибалтийский фронт  | 51-я армия               | 3-й гвардейский механизированный корпус | -          |
| 1.10.1944 года | 1-й Прибалтийский фронт  | фронтового подчинения    | 3-й гвардейский механизированный корпус | -          |
| 1.11.1944 года | 1-й Прибалтийский фронт  | 61-я армия               | 3-й гвардейский механизированный корпус | -          |
| 1.12.1944 года | 1-й Прибалтийский фронт  | фронтового подчинения    | 3-й гвардейский механизированный корпус | -          |
| 1.01.1945 года | 1-й Прибалтийский фронт  | 4-я ударная армия        | 3-й гвардейский механизированный корпус | -          |
| 1.02.1945 года | 2-й Прибалтийский фронт  | фронтового подчинения    | 3-й гвардейский механизированный корпус | -          |
| 1.03.1945 года | 2-й Прибалтийский фронт  | фронтового подчинения    | 3-й гвардейский механизированный корпус | -          |
| 1.04.1945 года | Ленинградский фронт      | Курляндская группа войск | 3-й гвардейский механизированный корпус | -          |
| 1.05.1945 года | Ленинградский фронт      | Курляндская группа войск | 3-й гвардейский механизированный корпус | -          |
| 3.09.1945 года | Забайкальский фронт      | фронтового подчинения    | 3-й гвардейский механизированный корпус | -          |

## Командование бригады

### Командиры бригады
- Карапетян, Асканаз Георгиевич (18.12.1942 — 25.12.1942), подполковник;
- Родионов, Михаил Иосифович (25.12.1942 — 19.02.1943), гвардии подполковник;
- Затулей, Степан Парамонович[7] (24.02.1943 — 01.06.1943), гвардии полковник;
- Духов, Дмитрий Алексеевич (01.06.1943 — 14.06.1943), гвардии подполковник;
- Горячев, Павел Иванович (14.06.1943 — 03.07.1944), гвардии полковник;
- Соколов, Алексей Фролович[8] (07.1944), гвардии подполковник (ВРИД);
- Стародубцев, Сергей Васильевич[9] (26.07.1944 — 26.12.1944), гвардии подполковник, гвардии полковник;
- Бурцев, Яков Александрович[10] (30.12.1944 — 09.03.1945), гвардии полковник;
- Сурков, Владимир Абрамович[11] (03.1945 — 05.1945), гвардии полковник;
- Лосяков, Николай Степанович (05.1945 — 10.06.1945), гвардии подполковник[12][13]

### Заместители командира бригады по строевой части
- Жидков Василий Фёдорович[14] (10.01.1943 — 09.02.1943), гвардии подполковник;
- Панкратов Никифор Семёнович ( — 17.08.1943), гвардии майор (погиб 17.08.1943);
- Соколов Алексей Фролович (08.1943 — 09.1944), гвардии подполковник (тяжело ранен)

### Заместители командира по политической части
- Томзов Николай Григорьевич (18.12.1942 — 08.1943), гвардии старший батальонный комиссар, гвардии подполковник;
- Кузнецов, Павел Иванович (08.1943 — 10.06.1945), гвардии майор, гвардии подполковник

### Начальники штаба бригады
- Гвоздов Григорий Семёнович (18.12.1942 — 16.07.1943), гвардии майор;
- Бачурин Дмитрий Сергеевич (16.07.1943 — 10.06.1945), гвардии полковник[13]

## Награды и наименования
| Награда                                | Дата награждения                                                                  | За что получена |
| -------------------------------------- | --------------------------------------------------------------------------------- | --- |
| Почётное звание «Гвардейская»          | присвоено приказом Народного комиссара обороны СССР № 394 от 18 декабря 1942 года | за проявленную отвагу в боях за Отечество с немецкими захватчиками, за стойкость, мужество, дисциплину и организованность, за героизм личного состава (преобразована в составе корпуса) |
| Почётное наименование «Молодечненская» | присвоено приказом Верховного главнокомандующего № 0205 от 23 июля 1944 года      | за отличия в боях за овладение Молодечно |
| Орден Красного Знамени                 | награждена указом Президиума Верховного Совета СССР от 12 августа 1944 года       | за образцовое выполнение заданий командования в боях с немецкими захватчиками, за овладение городом Шяуляй (Шавли) и проявленные при этом доблесть и мужество                           |

## Отличившиеся воины
16 воинов бригады были удостоены звания Героя Советского Союза, а один стал полным кавалером ордена Славы:
|  | Васюта, Сергей Трофимович      | командир танка Т-70 разведывательной роты                    | гвардии        | 03.06.1944                       | погиб в бою 8 сентября 1943 года, похоронен в селе Вепри Гадячского района |
|  | Влазнев, Алексей Леонтьевич    | стрелок 1-го мотострелкового батальона                       | гвардии        | 03.06.1944                       | умер от болезни 14 января 1944 года, похоронен в городе Лебедин            |
|  | Галуза, Григорий Григорьевич   | командир разведывательной роты                               | гвардии        | 24.03.1945                       |                                                                            |
|  | Головатый, Юрий Максимович     | командир роты 82-мм миномётов миномётного батальона          | гвардии        | 25.10.1943                       | погиб 23 сентября 1944 года южнее посёлка Балдоне                          |
|  | Горячев, Павел Иванович        | командир бригады                                             | гвардии        | 24.05.1944                       |                                                                            |
|  | Данилов, Алексей Степанович    | помощник начальника штаба 45-го гвардейского танкового полка | гвардии        | 25.10.1943                       |                                                                            |
|  | Данилов, Леонид Парфёнович     | командир орудия артиллерийского дивизиона                    | гвардии        | 25.10.1943                       |                                                                            |
|  | Кияшко, Григорий Григорьевич   | командир танковой роты 45-го гвардейского танкового полка    | гвардии        | 24.03.1945                       |                                                                            |
|  | Кузнецов, Павел Иванович       | заместитель по политической части командира бригады          | гвардии        | 03.06.1944                       |                                                                            |
|  | Плюснин, Николай Васильевич    | командир взвода автоматчиков 2-го мотострелкового батальона  | гвардии        | 03.06.1944                       |                                                                            |
|  | Прутко, Григорий Иванович      | командир взвода 82-мм миномётов миномётного батальона        | гвардии        | 03.06.1944                       |                                                                            |
|  | Самодеев, Иван Андреевич       | водитель бронемашины разведывательной роты                   | гвардии        | 24.03.1945                       |                                                                            |
|  | Соловьев, Трофим Ильич         | командир артиллерийского дивизиона                           | гвардии        | 25.10.1943                       |                                                                            |
|  | Степанов, Александр Михайлович | командир стрелковой роты 1-го мотострелкового батальона      | гвардии        | 25.10.1943                       | погиб 2 октября 1943 года, похоронен в селе Бобрица                        |
|  | Хасаншин, Мансур Рахипович     | командир роты 120-мм миномётов миномётного батальона         | гвардии        | 03.06.1944                       |                                                                            |
|  | Чечулин, Иван Павлович         | командир взвода лёгких бронемашин разведывательной роты      | гвардии техник | 24.03.1945                       | погиб в бою 2 февраля 1945 года, похоронен в посёлке Вайнёде               |
|  | Закомолдин, Иван Иванович      | моторист-регулировщик 45-го гвардейского танкового полка     | гвардии        | 14.01.1944 21.08.1944 24.03.1945 |                                                                            |

## Послевоенная история
В сентябре 1945 года 9-я гвардейская механизированная бригада в составе 3-го гвардейского механизированного Сталинградского корпуса была переведена в Приморье, где 1 декабря 1945 года была преобразована в 9-й гвардейский механизированный Молодечненский Краснознамённый полк (в/ч 28368) 3-й гвардейской механизированной Сталинградской дивизии (в/ч 61447) 5-й армии Приморского военного округа, с 1 июня 1953 года Дальневосточного военного округа. 45-й гвардейский танковый полк был преобразован в 45-й отдельный танковый батальон в составе полка.
17 мая 1957 года 3-я гвардейская механизированная дивизия была преобразована в 47-ю гвардейскую мотострелковую Сталинградскую дивизию, а 9-й гвардейский механизированный полк в 395-й гвардейский мотострелковый Молодечненский Краснознамённый полк этой дивизии.
27 ноября 1959 года 47-я гвардейская мотострелковая дивизия (в/ч 61447) дислоцировавшаяся в городе Дальнереченск, была расформирована, вместе с ней был расформирован и 395-й гвардейский мотострелковый полк.